# Varmonzey
Varmonzey – miejscowość i gmina we Francji, w regionie Grand Est, w departamencie Wogezy.
Według danych na rok 1990 gminę zamieszkiwało 25 osób, a gęstość zaludnienia wynosiła 10 osób/km² (wśród 2335 gmin Lotaryngii Varmonzey plasuje się na 1020. miejscu pod względem liczby ludności, natomiast pod względem powierzchni na miejscu 1205.).